# U sedmi rybníků
U sedmi rybníků este o arie protejată (sit de importanță comunitară — SCI) din Republica Cehă întinsă pe o suprafață de 7,56 ha, integral pe uscat.

## Localizare
Centrul sitului U sedmi rybníků este situat la coordonatele 50°09′33″N 12°20′04″E / 50.159167°N 12.334444°E.

## Înființare
Situl U sedmi rybníků a fost declarat sit de importanță comunitară în aprilie 2005 pentru a proteja 1 specie de animale.

## Biodiversitate
Situată în ecoregiunea continentală, aria protejată nu include niciun habitat protejat.
La baza desemnării sitului se află o specie protejată de  amfibieni: triton cu creastă (Triturus cristatus).